# Алі Согейлі
Мірза Алі-хан Согейлі(перс. علی سهیلی; 1896 — 1 травня 1958) — іранський політик і дипломат, двічі очолював уряд країни.

## Кар'єра
Від 1931 року Согейлі перебував на різних урядових посадах (заступник міністра шляхів сполучення, заступник міністра закордонних справ). У 1936-1938 роках він був послом Ірану в Лондоні, а після цього — міністром закордонних справ. Після того, як Согейлі недовго був губернатором Керману і послом в Афганістані, він знову увійшов до складу уряду, обіймаючи по черзі посади міністра внутрішніх справ (1940—1941), міністра закордонних справ (1941—1942) і прем'єр-міністра (березень—серпень 1942 року). За безпосередньої участі Согейлі було укладено союзний англо-радянсько-іранський договір 1942 року. Також за його прем'єрства було розірвано дипломатичні відносини з Японією та вжито певних заходів проти профашистської пропаганди в Ірані. 9 вересня 1943 року його уряд оголосив війну Німеччині.
1948 року Согейлі став послом Ірану у Франції.